# Abbaye de Kreitz
L'abbaye de Kreitz est une abbaye bénédictine à Neuss, dans le Land de Rhénanie-du-Nord-Westphalie et l'archidiocèse de Cologne.

## Histoire
L'abbaye est fondée en mars 1899 et devient un prieuré en 1901. Le 26 mai 1943, elle est victime d'un bombardement américain, 23 des 60 sœurs présentes meurent.

## Architecture
L'église abbatiale est construite entre 1896 et 1898 par l'architecte Heinrich Krings dans le style néo-roman. Par la suite, les ailes au sud et à l'est sont rajoutés. 
Le bombardement de 1943 touche gravement les ailes au nord et à l'est. Les bâtiments endommagés sont restaurés, on fait une chapelle dans l'aile nord. L'église abbatiale est rebâtie sur ses anciennes fondations dans une forme simplifiée. En 1961, on créé à la place de l'aile sud détruite, une nouvelle aile avec une maison d'hôtes. À la suite de l'expansion de la Bundesautobahn 46, l'abside est retirée  et l'entrée murée. En outre, l'autel est placé dans le transept et un nouveau portail est fait pour le transept sud.